# Rec. 2100
Doporučení ITU-R BT.2100, známé také pod zkratkami Rec. 2100 nebo BT.2100, je mezinárodní standard, který navazuje na předchozí Rec. 2020 (ITU-R BT.2020) a rozšiřuje ho o specifikaci pro displeje s vysokým dynamickým rozsahem (HDR). Rec. 2100 byl vyvinut Mezinárodní telekomunikační unií (ITU) a poprvé zveřejněn 4. července 2016 na jejich webových stránkách.

## Technické parametry

### Přenosové funkce
Rec. 2100 definuje přenos HDR obrazu pomocí percepčního kvantování (PQ) a metody hybrid log-gamma (HLG). Přenosové funkce jsou rozděleny do tří typů – optoelektrická (OETF), elektrooptická (EOTF) a optooptická (OOTF). Optoelektrická funkce konvertuje světelné hodnoty ze scény do digitálních hodnot. Elektrooptická funkce konvertuje digitální světelné hodnoty do hodnot světelnosti displeje. Optooptická mapuje hodnoty světla ze scény, a převádí je do referenčního světla na displeji. „Referenční“ OOTF zajišťuje konzistentní reprodukci scén díky kompenzaci mezi tonálním vnímáním světla v kameře a světla na displeji. Úprava parametrů „referenčního“ OOTF za účelem umělecké vize se nazývá „umělecké“ OOTF.
Přenos PQ je navržen s předpokladem, že OOTF probíhá v kameře, zatímco HLG byla navržena s předpokladem, že OOTF probíhá v displeji.

### Systémová kolorimetrie

Barevný prostor Rec. 2020

Rec. 2100 používá stejný barevný prostor jako Rec. 2020. K přizpůsobení barev používá CIE 1931.
| Barevný prostor | Bílý bod | Bílý bod | Primární barvy | Primární barvy | Primární barvy | Primární barvy | Primární barvy | Primární barvy |
| Barevný prostor | Bílý bod | Bílý bod | Červená        | Červená        | Zelená         | Zelená         | Modrá          | Modrá          |
| Barevný prostor | x W      | y W      | x R            | y R            | x G            | y G            | x B            | y B            |
| --------------- | -------- | -------- | -------------- | -------------- | -------------- | -------------- | -------------- | -------------- |
| ITU-R BT.2100   | 0,3127   | 0,3290   | 0,708          | 0,292          | 0,170          | 0,797          | 0,131          | 0,046          |

### Rozlišení
Rec. 2100 specifikuje rozlišení 1920 × 1080 (Full HD), 3840 × 2160 (4K UHD), a 7680 × 4320 (8K UHD). S poměrem stran 16:9 a s pixely s poměrem stran 1:1 (ve tvaru čtverce).

### Snímková frekvence
Rec. 2100 Definuje snímkové frekvence o 120, 120/1.001,100, 60, 60/1.001, 50, 30, 30/1.001, 25, 24 a 24/1.001 Herzech. S progresivním formátem obrazu.

### Digitální reprezentace
Rec. 2100 specifikuje bitové hloubky o 10 a 12 bitech s úzkým nebo plným rozmezím barev. Úzké rozmezí barev je považováno za standardní.
Pro úzké rozmezí barev s bitovou hloubku o 10 bitech má pro RGB, Y, a I kódování úroveň černé stanovenou hodnotu 64, úroveň šedé 512 a nominální vrchol má hodnotu 940. Pro kódování Cb, Cr a Ct, Cp je hodnota nominálního vrcholu 960. Pro kódování RGB, Y a I o 12 bitech má úroveň černé stanovenou hodnotu 256, úroveň šedé 2048 a nominální vrchol 3760. Pro Cb, Cr a Ct, Cp kódování má nominální vrchol hodnotu 3840. Hodnoty signálu s úzkým barevným rozsahem mohou klesnout pod minimální úroveň černé a překročit maximální nominální vrchol, ale neměly by přesahovat hodnoty rozsahu dat videa, které jsou definované pro 10bitovou hloubku jako 4-1019 a 12bitovou hloubku jako 16-4079.

### Formáty signálu
Rec. 2100 definuje použití RGB, YCbCr a ICtCp. ICtCp je formát zobrazení barev pro snímky s vysokým dynamickým rozsahem (HDR) a širokým barevným gamutem (WCG) vytvořen společností Dolby. Je určen k nahrazení nekonstantní svítivosti (NCL) YCbCr s HDR a WCG signály.

### Podvzorkování barev
Vzorkovací mřížka pro RGB, YCbCr i ICtCp je ortogonální. Rec. 2100 umožňuje podvzorkování chroma systémy 4:4:4, 4:2:2 a 4:2:0. Pro 4:4:4 má každý komponent chroma (C’b, C’r a Ct, Cp) stejný počet horizontálních vzorků jako komponent luma (Y‘ nebo I). Pro 4:2:2 probíhá horizontální podvzorkování s faktorem dvou vzhledem ke komponentu luma. Pro 4:2:0 probíhá horizontální a vertikální podvzorkování také s faktorem dvou, opět vzhledem ke komponentu luma.
Také specifikuje, že pokud je vytvořen signál luma (Y‘), používá stejnou matici jako Rec. 2020, kde je koeficient červené 0.2627, zelené 0.678 a modré 0.0593.